# 京王電気軌道200形電車
京王電気軌道200形電車（けいおうでんききどう200がたでんしゃ）は、現在の京王電鉄京王線に相当する路線を運営していた京王電気軌道が1934年に投入した電車である。

## 概要
1934年に日本車輌製造（日車）東京支店で201 - 206の6両が製造された。

### 車体
車体そのものは前年に製造された125形と同型である。Hポールで仕切られた乗務員室を持つ14メートル級の両運転台車で、ドアが車体端に配置された2扉車で、窓配置は1D(1)9(1)D1（D：客用扉、(1)：戸袋窓、数字：窓数）、ヘッドライトは前面窓下に配置、正面幕板には方向幕が設けられている。
当時の京王電軌は、新宿駅付近などに道路上に軌道を敷設した併用軌道区間があったため、本形式もその例にもれず、軌道法の規定に則り、車体前面には歩行者巻き込み事故防止用の救助網、客用ドアはステップが1段、更に路面区間用低床ホーム対応の可動ステップ1段を装備していた。ドアは手動扉であるが、ステップは別途ステップエンジンを持っていた。

### 主電動機
京王線中型車共通で、イングリッシュ・エレクトリック (E.E.) 社が設計したDK-31を、東洋電機製造でライセンス生産したTDK-31Nを吊り掛け式で搭載する。125形とは違い主電動機は4個装備である。

### 制御器
東洋電機製HL電空単位スイッチ式手動加速制御器を各車に搭載する。制御段数は直列5段、並列4段で弱め界磁は搭載されていない。京王線中型車では唯一の東洋電機製の制御器の採用例であるが、当初は三菱電機製の制御器と相性が悪く、後年改良するまでは他形式との連結が少なかった。
なお、制御電源は架線からの600V電源をドロップ抵抗で降圧して使用する。このため本形式は電動発電機等の補助電源装置を搭載せず、前照灯や室内灯もドロップ抵抗の併用や回路を直列接続とするなどの処置により600V電源で動作するようになっている。

### ブレーキ
連結運転を実施するため、中型車共通の非常弁付き直通ブレーキ (SME) を搭載する。

### 台車
弓型イコライザー型台車である汽車会社製KS-3を使用している。主電動機4個装備のため、2個モーター車に比べ基礎ブレーキ機能が強化されていた。

### 集電装置
東洋電機製C-5-Aを1基、新宿側に搭載している。このパンタグラフは1923年（大正12年）に鉄道省に納入され、PS2形パンタグラフとなったC-1形の改良版で、150形や125形が装備した三菱電機製S-514パンタグラフや、その原型である1形のウェスティングハウス・エレクトリック (WH) 社製のパンタグラフに比べて小型化され、110形が装備した東洋電機のD型に比べても、性能もよかったとされる。

## 沿革
1940年（昭和15年）に中扉が増設され3扉車となっている。中扉は窓二枚分をつぶして設置されたが、本形式はドア間の窓が11枚のため、新宿側より1D(1)3D(1)3(1)D1と中央扉が車体中央からずれた位置に設置された。また屋根全周に雨樋を取り付け、縦樋が車体に取り付けられた。
1944年に京王電気軌道が東京急行電鉄（大東急）に統合された際、番号重複を避けるため京王は車番を2000番台とすることになり、元番号に2000をプラスしてデハ2200形2201 - 2206に改番された。

### 戦災・火災復旧
1945年5月25日の空襲でデハ2205が、1946年1月16日の桜上水での火災でデハ2201が被災した。
デハ2201は桜上水工場で焼けた鋼体を叩き直しての応急復旧工事が行われ、片隅式運転台で乗務員室扉を設けた、片運転台・八王子向き先頭車として復旧した。乗務員室扉設置によるドア移設は運転台側のみ行われ、窓配置はdD4D4D1となった。
一方デハ2205は焼損したまま高幡不動検車区で休車になっていたが、京王分離（1948年6月）後に他の被災車6両とあわせて台枠を残して車体を桜上水工場で解体し、その台枠に日本車輌東京支店が新造車体を構築して1949年5月に片運転台・八王子向き先頭車として復旧した。この車体はやはり半室運転台（全室化できる）で乗務員室扉が設けられ、窓配置はデハ2201同様にdD4D4D1となっている。また後述する長編成化を見据え、ブレーキ装置を元空気だめ管式自動空気ブレーキ（AMM-R）に変更し、ドアエンジンも装備していた他、パンタグラフもPS13に変更していた。

### 長編成化工事
戦災に合わなかった車輛も、京王では戦争中酷使された主電動機の故障が相次いでいたことから、デハ2200形の一部で車両の主電動機を2個装備に変更して、予備を確保するといった事態もあったものの、鉄道線への脱皮を目指す努力としてヘッドライトの屋根上への移動や、方向幕の廃止、ドアステップの撤去、パンタグラフのPS13への変更が順次進められた。1950年（昭和25年）から1951年（昭和26年）にかけては、ブレーキシステムをSME直通ブレーキからAMM自動空気ブレーキへ変更、制御連動式ドアエンジンを設置するなどの3両編成対応工事（三編工）が施工された。デハ2202 - 2204の3両は両運転台のままで、1955年（昭和30年）に中型車が3両を基本単位に編成を組むようになってからも、ラッシュ時の増結車としての役割も担っていた。
主電動機については1955年（昭和30年）までに廃車になったデハ2000形（初代）、電装解除されたサハ2110形より流用して4個に復した他、デハ2203が新造されたデト2912に制御器を供出し、デハ2008（初代）の電装解除時に発生したウェスティングハウス・エレクトリック (WH) 社製の制御器に交換している。

### 付随車化・スモールマルティー(t)への改造
1959年（昭和34年）6月、応急復旧車のデハ2201は電装解除・運転台撤去工事が行われサハ2110に改番。サハ2110形に編入された。
1960年代に入り京王線1500V昇圧への準備が進められる中、本形式も含め中型車は昇圧工事の対象外となった。そして新造される2010系の付随車「スモールマルティー」 （○の中に小文字t。以後ⓣと略す）に改造するという施策が始められ、戦災復旧車のデハ2205が、1960年（昭和35年）4月にサハ2554となった。改造後は同じく戦災復旧車・日本車輛製の新造車体のデハ2407を改造したサハ2504と共に、新造されたデハ2014・デハ2064と4両編成を組んだ。
そして残り4両も1962年（昭和37年）9月までにⓣサハ2550形に改造され、昇圧を前にデハ2200形は消滅した。
- デハ2201　→　サハ2110
- デハ2202　→　サハ2559
- デハ2203　→　サハ2560[24]
- デハ2204　→　サハ2561（初代）
- デハ2205　→　サハ2554
- デハ2206　→　サハ2562（初代）

なおⓣとなった5両のうち、非戦災車の4両は改造に際して、ステップ跡の車体裾が伸びていた部分もカットされている。

### 終焉
サハ2110は1962年（昭和37年）12月に車体更新名義で新造されたサハ2574に代替されて廃車となった。ⓣとなった車両は昇圧後もしばらく働いたが、2700系改造による大型サハ「ラージマルティー」Ⓣ により代替されることとなり、2000系に組み込まれていたサハ2561・2562が1966年（昭和41年）12月に、他3両が1967年（昭和42年）3月に廃車された。
廃車後は全車解体されたため、現存するものはない。

### 書籍
- 鈴木洋『【RM LIBRARY 111】京王線14ｍ車の時代』株式会社ネコ・パブリッシング、2008年11月1日。ISBN 978-4-7770-5245-5。
- 宮下洋一 編『鉄道車輌ガイド Vol.30 京王帝都のグリーン車』株式会社ネコ・パブリッシング、2019年5月1日。ISBN 978-4-7770-2350-9。
- 宮崎繁幹・山下和幸 編『京王帝都電車回顧　第2巻』株式会社ネコ・パブリッシング、2020年1月15日。ISBN 978-4-7770-5447-3。

### 雑誌記事
- 合葉博治「車両形態の変遷　-京王線70年・井の頭線50年の流れをたどる-」『鉄道ピクトリアル』第422号、電気車研究会、1983年9月、77-81頁。
- 向山真司「京王線中型車の素顔」『鉄道ピクトリアル』第422号、電気車研究会、1983年9月、86-92頁。
- 合葉博治・永井信弘「イラストで見る京王電車：1950」『鉄道ピクトリアル』第578号、電気車研究会、1993年7月、151-157頁。
- 道村博「京王線　戦後復興期の車両と編成」『鉄道ピクトリアル』第578号、電気車研究会、1993年7月、219-221頁。
- 合葉清治「京王中型車の思い出」『鉄道ピクトリアル』第734号、電気車研究会、2003年7月、195-200頁。
- 『鉄道ピクトリアル アーカイブスセレクション9 京王電鉄 1950-60』、鉄道図書刊行会、2005年8月。
  - p.6 - 12 高橋孝一郎「京王帝都の車両保守業務にたずさわって」
  - p.28 - 36 京王帝都車両アルバム 1950～60
  - p.44 - 55 飯島正資「私鉄車両めぐり　京王帝都電鉄」※『鉄道ピクトリアル』第45号、第46号より再録
  - p.106 - 118 京王帝都レールファンクラブ「私鉄車両めぐり(72)　京王帝都電鉄　補遺」※『鉄道ピクトリアル』第197号より再録
  - p.144 - 153 読者短信に見る京王電鉄の記録 1950-1960
- 藤田吾郎「京王電鉄 主要車歴表」『鉄道ピクトリアル』第893号、電気車研究会、2014年8月、262-284頁。